# Ганахлеба (Хулойский муниципалитет)
Ганахлеба (груз. განახლება) — село в Грузии, на территории Хулойского муниципалитета автономной республики Аджария.

## География
Село находится в юго-западной части Грузии, на правом берегу реки Аджарисцкали, на расстоянии 2 километров к югу от посёлка городского типа Хуло, административного центра муниципалитета. Абсолютная высота — 745 метров над уровнем моря.

## Население
По результатам официальной переписи населения 2014 года, в Ганахлебе проживало 404 человека (208 мужчин и 196 женщин). В национальной структуре населения грузины составляли 99,8 %, русские — 0,2 %.
| Год  | Население, человек |
| ---- | ------------------ |
| 2002 | 550                |
| 2014 | ↘ 404              |